# Leucocelis alboguttata
Leucocelis alboguttata är en skalbaggsart som beskrevs av Lansberge 1882. Leucocelis alboguttata ingår i släktet Leucocelis och familjen Cetoniidae. Inga underarter finns listade i Catalogue of Life.